# Belmont-de-la-Loire
Pour les articles homonymes, voir Belmont.
 (février 2017).
- Si vous ne connaissez pas le sujet, laissez ce bandeau (vous pouvez alors contacter les auteurs).
- Si vous supprimez le contenu mis en cause (vous pouvez préalablement contacter les auteurs),

argumentez précisément cette suppression dans la page de discussion
(un manque de référence n'est pas un argument ; une recherche réelle de référence doit avoir été effectuée, être formellement documentée).
Belmont-de-la-Loire est une commune française située dans le département de la Loire en région Auvergne-Rhône-Alpes. Ses habitants sont appelés les Belmontais et Belmontaises.

## Géographie
Belmont-de-la-Loire est une localité du département de la Loire limitrophe à cet endroit à la fois de celui de Saône-et-Loire au nord et du Rhône au sud. De ce fait lorsque, venant du bourg de Belmont-de-la-Loire, on entre à Coublanc en Saône-et-Loire ou à Cours dans le Rhône on a franchi une de ces frontières qui caractérisent le "millefeuille" français puisque du même pas on a quitté une commune, un canton, un arrondissement, un département et, s'agissant de la Saône-et-Loire, une région, passant de Auvergne-Rhône-Alpes en Bourgogne-Franche-Comté).
Les communes limitrophes de Belmont-de-la-Loire sont, au nord-est Saint-Germain-la-Montagne, à l'est Belleroche, à l'ouest Écoche, toutes trois appartenant au département de la Loire. Par sa localisation géographique très particulière l'ancien canton de Belmont-de-la-Loire forme un appendice s'insérant entre ceux de Chauffailles, au nord, en Saône-et-Loire et de Thizy-les-Bourgs, au sud, dans le Rhône. Cela vaut à la commune de Belmont-de-la-Loire d'avoir pour voisines deux localités de Saône-et-Loire : Chauffailles au nord, Saint-Igny-de-Roche au nord-est tandis qu'au sud elle confine à Cours et sud-est à Ranchal toutes deux dans le Rhône.
Si sur les plans administratif, humain et économique la commune de Belmont-de-la-Loire appartient au Roannais, la géographie physique l'inclut dans les marges du Haut-Beaujolais.
Le territoire municipal de Belmont-de-la-Loire constitue approximativement un quadrilatère d'un peu moins de 25 km2 (23,71 plus précisément) mais dont les distances maximum internes sont tout de même de plus de 5 km à vol d'oiseau du nord au sud et de plus de 6 km de l'est à l'ouest. Cette superficie est assez considérable pour faire de cette commune une des plus vastes du nord-est Roannais.
Belmont-de-la-Loire était jusqu'à une date récente le chef-lieu d'un canton créé en 1793 au moment où la Convention avait séparé la zone rebelle du département de Rhône et-Loire de la partie qui lui était restée fidèle en donnant naissance à deux nouveaux départements celui du Rhône et celui de la Loire. Le canton portait d'ailleurs les stigmates de cet écartèlement dans un étirement de 20 km du nord au sud pour une superficie somme toute réduite de 100 km2. En résultait un manque flagrant d'unité les communes situées aux deux extrémités nord (Saint-Germain-la-Montagne et Belleroche regardant vers Chauffailles) et sud (La Gresle regardant vers Cours et Thizy-les-Bourgs)  ayant peu de relations entre elles.. D'autre part la vaste commune de Belmont-de-la-Loire formait à elle seule le quart de la superficie de son canton (rassemblant 9 communes), proportion assez peu banale.
La commune de Belmont-de-la-Loire a perdu son rôle de chef-lieu cantonal et est englobée depuis la réforme 2013-2015 dans le nouveau canton de Charlieu très étendu qui couvre tout le nord-est de l'arrondissement de Roanne.
La géologie comme la topographie contribuent à inclure le territoire communal de Belmont-de-la-Loire dans l'espace géographique des monts du Beaujolais. Son appartenance au dit espace est flagrante en ce qui concerne la nature des terrains puisque la totalité de sa surface repose sur le socle cristallin. Le granite, le plus souvent altéré en surface est parcouru de nombreuses failles d'orientation essentiellement nord-sud. C'est dans ce matériel géologique qu'est modelé le relief de la commune tout entière.
Le sud du territoire communal de Belmont-de-la-Loire est constitué par le versant septentrional d'un bombement montagneux orienté d'est en ouest. Cet alignement de grosses croupes perpendiculaire à la ligne de crête principale de la montagne beaujolaise, étirée du nord au sud, se détache d'elle à quelques kilomètres à l'est de Belmont-de-la-Loire là où prennent leurs sources deux rivières à la direction divergente, le Botoret au nord, le Rhins au sud. On est ici en présence d'une de ces surfaces exceptionnellement représentées dans la montagne beaujolaise et qui développent sur quelques kilomètres-carrés seulement des replats dominés par des dômes très arrondis prolongeant ainsi assez loin vers l'ouest les altitudes de la montagne beaujolaise.
Les points culminants de ce bombement, le Mont Pinay (883 m.) et le Crêt de Formont (904 m), se trouvent un peu au sud des limites du territoire communal belmontois et les cotes les plus élevées de ce territoire sont donc une peu inférieures en altitude : on n'atteint ici les 800 m. qu'exceptionnellement et c'est dans le coin sud-est qu'on les dépasse assez nettement là où la haute surface boisée du secteur des Crochets et des Gouttes Sanerat dans les bois de Mont-Pinay s'élève jusqu'à 824 m. Il n'en reste pas moins que tous les confins sud de la commune sont formés de hauteurs, elles aussi boisées, qui se maintiennent toujours au-dessus des 700 mètres dans les secteurs de la Croix Bleue, de Foupeysson, de la Raye et jusqu'aux abords du col de la Bûche.
Le reste du territoire communal de Belmont-de-la-Loire s'articule autour du bassin de réception et de la vallée du ruisseau l'Aron qui coule du sud-est vers le nord-est. Cette dépression détermine l'existence de deux interfluves occupant inégalement la surface de la commune ; celui qui se développe entre l'Aron et le Botoret couvre une bonne moitié de cette surface au nord-est tandis que celui qui sépare l'Aron du Pontbrenon au sud-ouest du côté d'Écoche occupe une place nettement moins considérable tous deux se maintenant à des altitudes comprises entre 600 et 500 m.. L'alignement des hauteurs au Sud de la commune et les deux interfluves forment conjointement une sorte d’amphithéâtre enserrant la dépression drainée par l'Aron. Cette gouttière approximativement centrale voit ses altitudes s'abaisser d'environ 600 m. au niveau des sources des différents ruisselets qui en se réunissant forment l'Aron jusqu'à 500 m. près du bourg de Belmont-de-la-Loire et finalement à 400 m. sur les rives de l'étang de Cadolon. Le substrat cristallin est recouvert d'alluvions récentes dans le fond de la vallée de l'Aron et de colluvions argilo-sableuses et limoneuses dans le fond des vallons affluents et sur leurs versants.
Le territoire de la commune présente ainsi une inclinaison générale du sud vers le nord, les cours d'eau coulant et les reliefs s'abaissant dans cette direction; le dénivelé est de plus de 400 mètres entre le sud-est et le nord-ouest soit une pente moyenne de 12,4 %.	(76 m./km)
Le réseau hydrographique de la commune se résume tout entier dans le cours supérieur du ruisseau de l'Aron et des "gouttes" affluentes de sa rive gauche. (d'un bout à l'autre du nord-est Roannais les ruisselets sont désignés de la même façon, par le terme de "goutte(s)" soulignant la modestie de leur débit). L'Aron naît de la réunion de ruisselets dans le centre de la commune au sud-est du bourg et coule ensuite sur environ 3 km en direction du nord-ouest avant de quitter le territoire belmontois pour alimenter l'étang de Cadolon. À cet endroit le débit du cours d'eau reste très modeste; il faudra attendre un peu plus en aval, sur le territoire de la commune voisine de Coublanc, le renfort du Pontbrenon pour que le débit de l'Aron, tel qu'observé en juillet 2005, s'élève à 57 l./s.,
L'altitude relativement élevée du sud de la commune et la nature cristalline de ses terrains conjuguent leur effet pour aboutir à un assez fort taux de boisement : avec près de la moitié de son territoire en forêt, 47 % précisément (1113 ha sur 2 386) Belmont-de-la-Loire ne le cède de ce point de vue qu'aux communes les plus élevées de la montagne beaujolaise, Ranchal ou Propières et se distingue nettement de deux de ses proches voisines où les bois tiennent une place beaucoup plus restreinte, Saint-Igny-de-Roche avec 16 % et Coublanc 11 %. La répartition des surfaces boisées sur l'aire municipale fait apparaître sa partie centrale, où se trouve le bourg, comme une véritable clairière tant il est vrai que la forêt, si elle couvre majoritairement les hauts reliefs du sud s'étend aussi dans une proportion non négligeable sur l'interfleuve Aron-Botoret (ce dont témoigne la toponymie : cf. le lieu-dit le Bois à mi-chemin entre Belmont-de-la-Loire et Chauffailles).
Belmont-de-la-Loire subit fortement l'influence de l'importante métropole régionale qu'est Lyon éloignée de 80 km seulement par la route tandis que Saint-Étienne, chef-lieu du département de la Loire mais de taille plus modeste et plus éloigné est très peu attractif en dehors du domaine administratif. Sur un plan plus local et du point de vue humain et économique la commune relève de la zone d'attraction de la ville de Roanne dont seuls 33 km la séparent. Trois petites villes voisines et d'importance comparable exercent leur attraction à des degrés différents sur Belmont-de-la-Loire : Chauffailles en premier lieu grâce à sa proximité (5 km), Cours éloigné de 10 km et séparé de Belmont-de-la-Loire par le relief (franchissable par le col de la Bûche) mais proche sociologiquement (liens familiaux, parler), Charlieu enfin que 18 km séparent de Belmont-de-la-Loire mais qui se trouve d'être maintenant le chef-lieu de canton dont la commune dépend et auquel elle est associée par différents liens administratifs notamment la communauté de communes Charlieu-Belmont Communauté.
Belmont-de-la-Loire ne se trouve pas sur un axe routier à grande circulation mais la départementale 485 qui relève de cette catégorie frôle son territoire entre le col des Écharmeaux et Chauffailles à moins de 1 km de ses limites nord-orientales.
En revanche le bourg de Belmont-de-la-Loire constitue un authentique nœud routier à l'échelle locale.
S'y croisent en effet la D31 qui sur le territoire de la commune conduit du col de la Bûche à
Chauffailles selon une direction sud-nord et la D4 qui mène d'est en ouest de Cadolon au col des Aillets (sur le territoire de Belleroche).
La première est la plus passante; elle constitue un tronçon passablement fréquenté de l'axe
Amplepuis-Chauffailles (D8 et D308 dans le Rhône) reliant entre elles quatre petites villes de la région nées de l'industrie textile ou réactivées par elle, Amplepuis, Thizy-les-Bourgs, Cours et Chauffailles.
La liaison ouest-est est plus précisément représentée par la D4 Cadolon - bourg de Belmont-de-la-Loire - lieu-dit les Quatre Vents relayée à partir des Quatre Vents par la D 50 qui conduit au col des Écharmeaux. Cet itinéraire quant à lui constitue une bretelle de la voie reliant le Haut Beaujolais à la plaine de Roanne, un peu plus sinueuse mais plus courte que celle qui passe par Chauffailles. Un chemin vicinal asphalté réduit même la distance entre les Quatre Vents et Cadolon par St-Claude en évitant le bourg de Belmont-de-la-Loire.
Sur ce grand croisement orthogonal se greffent d'autres petites routes locales. La D39 mène à Saint-Germain-la-Montagne se séparant de la D31 au sud du hameau de St-Claude; la D50 quitte les Quatre Vents pour se diriger vers Ranchal; un peu au sud du bourg de Belmont-de-la-Loire la D39 se détache de la D31 pour gagner Écoche.
L'ensemble des routes qui s'éloignent du bourg vers l'est et surtout le sud traversent les futaies de résineux qui couvrent la partie la plus bossue de la commune.
Un service quotidien d’autocar reliant Chauffailles et Roanne et vice-versa dessert Belmont et le vendredi un service est assuré entre Cours et Chauffailles en passant lui aussi par Belmont-de-la-Loire.
La gare ferroviaire la plus proche est celle de Chauffailles en Saône-et-Loire sur l'itinéraire Lyon-Paray-le-Monial éloignée de 6 km; celle de Roanne sur la ligne Lyon-Paris se trouve à 35 km. Pour se rendre à Lyon on peut si on le souhaite rejoindre en 25 km la gare de Saint-Victor-sur-Rhins.
Comme à peu près toutes les communes rurales de la région Belmont-de-la-Loire a vu sa population décroître au cours du XXe siècle. Après un pic démographique atteint au cours de la deuxième moitié du XIXe siècle (la date en varie selon les communes; à Belmont-de-la-Loire il s'est situé en 1876 avec 3957 habitants ce qui tendait à faire apparaître Belmont-de-la-Loire comme une localité urbaine) le dépeuplement des campagnes qui a sévi pendant un siècle du fait de la révolution industrielle et de sa conséquence l'exode rural l'a vidé de près de la moitié de sa substance humaine en 125 ans ; 1999 a marqué l'étiage du peuplement avec 1501 personnes. La dernière phase de cette histoire démographique, soit la première décennie du XXIe siècle a été marquée par un redressement tardif et modéré de la situation (une croissance moyenne de 5 % par an, d'ailleurs en voie de ralentissement) qui a porté l'effectif communal à 1577 personnes en 2013 mais s'accompagne d'un vieillissement de la population.
La répartition de la population à’l’intérieur d’une commune relativement étendue comme celle de Belmont-de-la-Loire et naguère assez fortement peuplée donne lieu à l’existence d’une quarantaine d’écarts, hameaux et lieux-dits, dont on trouvera la liste ci-après. Il est vrai que comme ailleurs leurs noms s’attachent parfois à une maison ou à un espace inhabité. D’autre part Pézeron, La Planche, le Pont sans solution de continuité avec le chef-lieu communal en constituent de véritables faubourgs.
La régression de la part prise par l'agriculture par rapport à l'ensemble des activités économiques, phénomène commun aux campagnes de la région, n'a pas épargné le terroir belmontois. La forte empreinte rurale qui marque malgré tout la commune se manifeste dans l’existence d’un nombre non négligeable d’exploitations agricoles réparties à l‘intérieur d’une surface agricole utile d’un peu plus de 1000 hectares. Les recensements agricoles laissaient apparaître l’existence de 52 exploitations en 1988, 16 en 2010 sur le territoire de la commune. Comme ailleurs et plus spécifiquement dans la région du haut-Beaujolais le nombre de ces exploitations s’est donc fortement réduit au cours des trois dernières décennies : on n'en compte plus que 7 à l'heure actuelle. Il en est résulté un accroissement proportionnel de leur taille moyenne, qu’on peut donc estimer actuellement au double de ce qu’elle était voici 16 ans, soit environ 150 hectares.
La répartition à l’intérieur de la SAU des labours et des herbages s’est en revanche peu modifiée. La part des terres labourables est modeste : 226 hectares (22 % du total). Les surfaces en herbe sont donc largement prédominantes avec 780 hectares (78 % du total) comme on pouvait s’y attendre  étant donné les conditions pédologiques et climatiques locales. Les unités de gros bétail se sont fortement accrues passant de 1600 il y a trente ans à un peu plus de 2000 actuellement. L’activité principale est l’élevage des bovins assez souvent associé à d'autres formes d'élevage. Trois de ces fermes sont cependant plus étroitement spécialisées : deux dans l'élevage des vaches laitières l'une au lieudit le Bouis l'autre au lieudit le Perron tandis qu'une troisième au lieudit la Croix élève des vaches allaitantes. A SaintClaude une importante exploitation associe vaches allaitantes et vaches laitières une autre ferme vaches allaitantes et volailles à Saint Claude également. Les deux exploitations situées au lieudit Vers Veau ont également diversifié leurs productions : l'une en ajoutant à l'élevage des vaches allaitantes celui des ovins l'autre celui des volailles tout en pratiquant l'apiculture.
Ce sont les activités industrielles et artisanales qui sans surprise constituent de nos jours les principaux employeurs.
L’industrie pour sa part est représentée par deux entreprises de mécanique industrielle, l’une au lieudit Les Quatre Vents, l’autre à La Croisée. Dans ce dernier lieudit fonctionne une entreprise de métallerie-ferronnerie tandis qu'une autre de la même spécialité est implantée à Biesse.
Liée aux ressources locales la filière bois réunit elle aussi deux entreprises de scierie, de première transformation du bois et de fabrication spécialisées, l’une, sur la route de Cours dans les emballages et bobines, l'autre dans la fabrication de parquets au lieudit les Douris.
La tradition textile du Roannais est illustrée par une sociéte de confection fabriquant du linge de maison aux Quatre Vents.
L’artisanat du bâtiment est fort de deux entreprises de maçonnerie, l’une dont l‘atelier est aux Douris l’autre à la sortie ouest du bourg; quatre entreprises de plâtrerie peinture l'une au lieudit le Perron, une autre au lieudit les Salèves une troisième au lieudit Les Fouilloux, une autre encore au lieudit Noailly.
Le bois est la matière première d’une entreprise de charpente à St Claude et d’une autre dans la zone artisanale du Pont spécialisée dans la construction de maisons en bois et pratiquant aussi la couverture et la zinguerie. Deux menuiseries sont rassemblées aux Quatre Vents l'une y associant les travaux de charpente tandis que deux menuiseries-ébénisteries fonctionnent, l’une à proximité du bourg l’autre dans la zone artisanale du Pont.
A cela s’ajoutent une société de plomberie dont le siège est au bourg le dépôt au lieudit Biesse et deux entreprises d'électricité générale situées l'une Chemin des Usines l'autre dans le bourg.
Existent d’autre part une entreprise de terrassement à St-Claude et une activité de ramonage-entretien de chaudières à Volaille.
D’autre part une imprimerie est installée à proximité du bourg.
En dehors du domaine de la fabrication notons l’existence d’un garage de carrosserie automobile au lieudit Pézeron, d’une activité de réparation et de vente de matériel de motoculture au bourg.
Hors du bourg on relève à  une armurerie société de commerce de gros et de détail dans la zone d'activité du Pont d'armurerie, un commerce d’équipement automobile à Fragny
Relevant du secteur tertiaire le transport routier est représenté dans la zone artisanale du Pont (transport de bois et produits dérivés) et l’activité taxi-ambulance au bourg; et un gite rural accueille les villégiateurs au lieudit Noailly.
La maison de retraite située au bourg est aussi un employeur important pour la commune.
Dans le bourg également un cabinet de santé réunit les services de cinq infirmières. Deux kinésithérapeutes et un chirurgien dentiste exercent leur art dans le bourg
Le bourg regroupe la plupart des formes de commerce représentées dans la commune et lui permet de continuer à exercer une attraction notable sur la campagne environnante. Ces services de proximité sont constitués par une pharmacie, un bureau de tabac diffusant la presse, un magasin d’alimentation, deux boulangeries, une boucherie-charcuterie, deux cafés, un restaurant et un salon de coiffure. L'activité d'un caviste est implantée à Saint Claude et un traiteur est établi à la Viaudière.
Liste des hameaux :
- Barriquand
- Batty
- Belleville
- Biesse, ce nom franco-provençal viendrait d'un nom d'arbre : bouleau.
- Butty
- Denis
- Doris, beaucoup de toponymes portent les noms de leurs propriétaires. Le nom Dory fait partie de ceux-ci.
- Fragny
- Grand Vincent
- la Barlière
- la Croisée
- la Roche
- la Viaudière
- Lacroix
- Lafont
- le Bois
- le Bouis
- le Bourg
- le Bout du Monde
- le Fy, les champs peuvent être situés aux confins d'une propriété ou d'une commune. Par exemple dans le nom "Fils" et "Fy" qui représentent sans doute le latin fini : limite.
- le Gros
- le Moulin
- le Perron
- les Fouilloux
- les Quatre Vents
- Moulin Destre
- Montaigu, la Madone de Montaigu
- Noailly
- Panneton
- Pézeron
- Pézières
- Philibert
- Place
- Saint-Claude
- Trémontet
- Vers Mont
- Vers Veau
- Volaille

### Climat
Pour des articles plus généraux, voir Climat d'Auvergne-Rhône-Alpes et Climat de la Loire.
En 2010, le climat de la commune est de type climat des marges montargnardes, selon une étude du Centre national de la recherche scientifique s'appuyant sur une série de données couvrant la période 1971-2000. En 2020, Météo-France publie une typologie des climats de la France métropolitaine dans laquelle la commune est exposée à un climat de montagne ou de marges de montagne et est dans la région climatique Centre et contreforts nord du Massif Central, caractérisée par un air sec en été et un bon ensoleillement.
Pour la période 1971-2000, la température annuelle moyenne est de 9,9 °C, avec une amplitude thermique annuelle de 16,3 °C. Le cumul annuel moyen de précipitations est de 990 mm, avec 11,8 jours de précipitations en janvier et 8,1 jours en juillet. Pour la période 1991-2020, la température moyenne annuelle observée sur la station météorologique de Météo-France la plus proche, « Charlieu », sur la commune de Charlieu à 13 km à vol d'oiseau, est de 11,6 °C et le cumul annuel moyen de précipitations est de 769,3 mm,. Pour l'avenir, les paramètres climatiques de la commune estimés pour 2050 selon différents scénarios d'émission de gaz à effet de serre sont consultables sur un site dédié publié par Météo-France en novembre 2022.

## Urbanisme

### Typologie
Au 1er janvier 2024, Belmont-de-la-Loire est catégorisée commune rurale à habitat dispersé, selon la nouvelle grille communale de densité à sept niveaux définie par l'Insee en 2022.
Elle est située hors unité urbaine et hors attraction des villes,.

### Occupation des sols
L'occupation des sols de la commune, telle qu'elle ressort de la base de données européenne d’occupation biophysique des sols Corine Land Cover (CLC), est marquée par l'importance des forêts et milieux semi-naturels (48 % en 2018), une proportion identique à celle de 1990 (48 %). La répartition détaillée en 2018 est la suivante :
forêts (48 %), prairies (31,7 %), zones agricoles hétérogènes (14,5 %), zones urbanisées (5,8 %). L'évolution de l’occupation des sols de la commune et de ses infrastructures peut être observée sur les différentes représentations cartographiques du territoire : la carte de Cassini (XVIIIe siècle), la carte d'état-major (1820-1866) et les cartes ou photos aériennes de l'IGN pour la période actuelle (1950 à aujourd'hui).

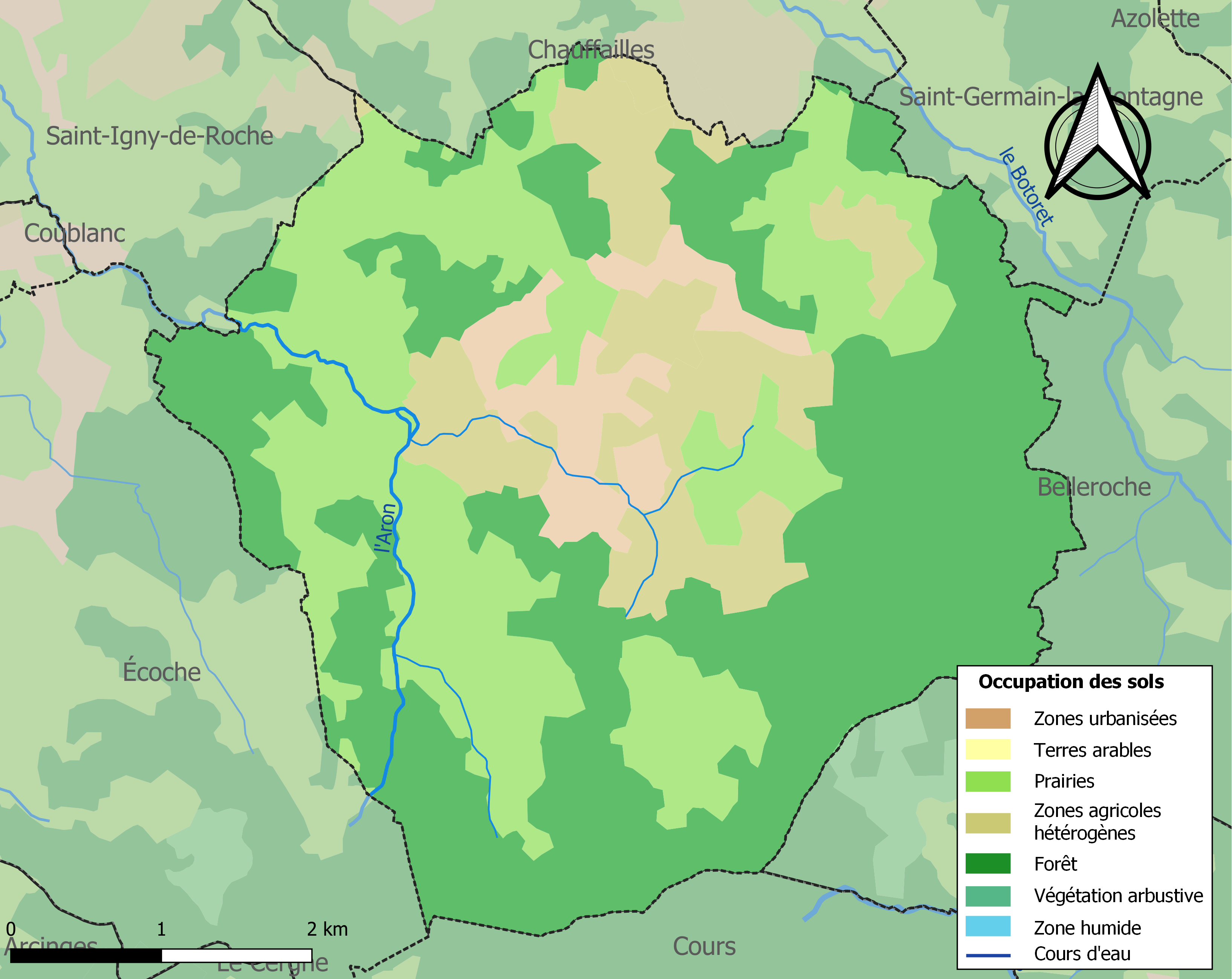
Carte des infrastructures et de l'occupation des sols de la commune en 2018 (CLC).

## Histoire
Le nom Belmont est une création du début du deuxième millénaire qui a souvent désigné des châteaux forts. C'est la forme savante du latin bellu-monte. Il aurait dû apparaître dans ce nom le rhotacisme que l'on reconnaît dans la forme patoise Barmont.
Certainement déjà occupée à la période néolithique (5000 ans avant notre ère), la commune renferme des céramiques gallo-romaines et l'on peut découvrir sur la commune des vestiges de voie de communication de cette même époque (les Fouilloux).
Depuis "L'Excelsiori Bemontis" Romain, la première notion de Belmont est évoquée dès juin 949, lors d'une donation d'un domaine au profit du monastère Saint-Pierre-de-Mâcon.
L’église paroissiale, sous le vocable de Saint-Christophe est mentionnée dès 1096. La paroisse dépendait du diocèse de Mâcon et le chapitre Saint Vincent de Mâcon était collateur à la cure. Au XVIIIe siècle, l’église était sous le vocable Saint-Christophe et Saint-Jacques. Il existe également une chapelle ainsi que de nombreuses croix et calvaires.
Pendant l'Ancien Régime, la paroisse dépendait du diocèse de Mâcon, rattachée à la seigneurie de Beaujeu au XVe siècle sous le nom de Saint-Christophe-en-Beaujolais. La paroisse dépend en partie du Lyonnais, du Mâconnais puis du Forez et le surplus du Beaujolais. La population était donc en butte à de multiples difficultés administratives et judiciaires. La commune connaîtra les terribles épidémies de peste du XVIIe siècle. Au hameau de Saint-Claude, une chapelle fut construite sur l'emplacement même d'une fosse commune des victimes de la peste. Une fresque splendide (8 mètres par 2) du peintre Marcel Dubouis Bonnefond, retrace cette tragédie du village.
En 1789, le territoire de Belmont village et paroisse dépendait de trois provinces : Lyonnais, Beaujolais et Mâconnais. La justice se partage entre Belleroche, Charlieu, Châteauneuf. Belleroche était le siège de la juridiction civile.
Comme le Roannais, la commune va se développer grâce à l'activité textile, le XIXe siècle verra la prospérité s'installer à Belmont, malgré des conditions de vie difficiles des paysans et des ouvriers.
En 1936 la commune prend le nom de Belmont-de-la-Loire à la place de Belmont.
Belmont-de-la-Loire a été chef-lieu de canton de 1790 à 2015.

## Blasonnement
|  | Les armoiries de Belmont-de-la-Loire se blasonnent ainsi : De gueules au pal cousu d‘azur, chargé d’une montagne de trois coupeaux de sinople mouvant de la pointe et d’un soleil d’or en chef, accompagné en flancs de deux quenouilles d’argent. |

## Politique et administration
Le maire sortant a été réélu aux élections municipales de 2014, unique représentant ; le taux de participation est de 58,31 %. Le conseil municipal se pourvoit de 19 sièges ; 2 d'entre eux sont également élus au conseil communautaire.
Liste des maires sur MairesGenWeb.

## Démographie
L'évolution du nombre d'habitants est connue à travers les recensements de la population effectués dans la commune depuis 1793. Pour les communes de moins de 10 000 habitants, une enquête de recensement portant sur toute la population est réalisée tous les cinq ans, les populations de référence des années intermédiaires étant quant à elles estimées par interpolation ou extrapolation. Pour la commune, le premier recensement exhaustif entrant dans le cadre du nouveau dispositif a été réalisé en 2007.

En 2022, la commune comptait 1 429 habitants, en évolution de −6,11 % par rapport à 2016 (Loire : +1,32 %, France hors Mayotte : +2,11 %).
| 1793  | 1800  | 1806  | 1821  | 1831  | 1836  | 1841  | 1846  | 1851  |
| ----- | ----- | ----- | ----- | ----- | ----- | ----- | ----- | ----- |
| 2 440 | 1 716 | 2 111 | 2 993 | 3 184 | 3 390 | 3 440 | 3 589 | 3 713 |

| 1856  | 1861  | 1866  | 1872  | 1876  | 1881  | 1886  | 1891  | 1896  |
| ----- | ----- | ----- | ----- | ----- | ----- | ----- | ----- | ----- |
| 3 600 | 3 592 | 3 872 | 3 774 | 3 957 | 3 722 | 3 670 | 3 550 | 3 517 |

| 1901  | 1906  | 1911  | 1921  | 1926  | 1931  | 1936  | 1946  | 1954  |
| ----- | ----- | ----- | ----- | ----- | ----- | ----- | ----- | ----- |
| 3 373 | 3 114 | 2 868 | 2 399 | 2 270 | 2 115 | 2 044 | 1 898 | 1 905 |

| 1962  | 1968  | 1975  | 1982  | 1990  | 1999  | 2006  | 2007  | 2012  |
| ----- | ----- | ----- | ----- | ----- | ----- | ----- | ----- | ----- |
| 1 822 | 1 659 | 1 653 | 1 567 | 1 528 | 1 501 | 1 515 | 1 518 | 1 567 |

| 2017  | 2022  | - | - | - | - | - | - | - |
| ----- | ----- | - | - | - | - | - | - | - |
| 1 491 | 1 429 | - | - | - | - | - | - | - |

## Lieux et monuments
- Chapelle de Saint-Claude érigée au XVIIe siècle par Guy de Marze.
- Couvent de religieuses du Verbe Incarné.
- « Le Paravent de Belmont » - place de la Fontaine à Belmont-de-la-Loire - sculpture monumentale commandée en 2011 par la municipalité à Anne Poiré et Patrick Guallino.
- Église Saint-Christophe de Belmont-de-la-Loire.

## Personnalités liées à la commune
- Luc Decaunes (1913-2001), poète et écrivain, y est enterré.
- Les Guallino, composés de Patrick Guallino (1943), artiste-peintre, sculpteur, illustrateur, et d'Anne Poiré (1965), écrivain, sont artistes contemporains qui vivent et travaillent dans la commune.

## Galerie

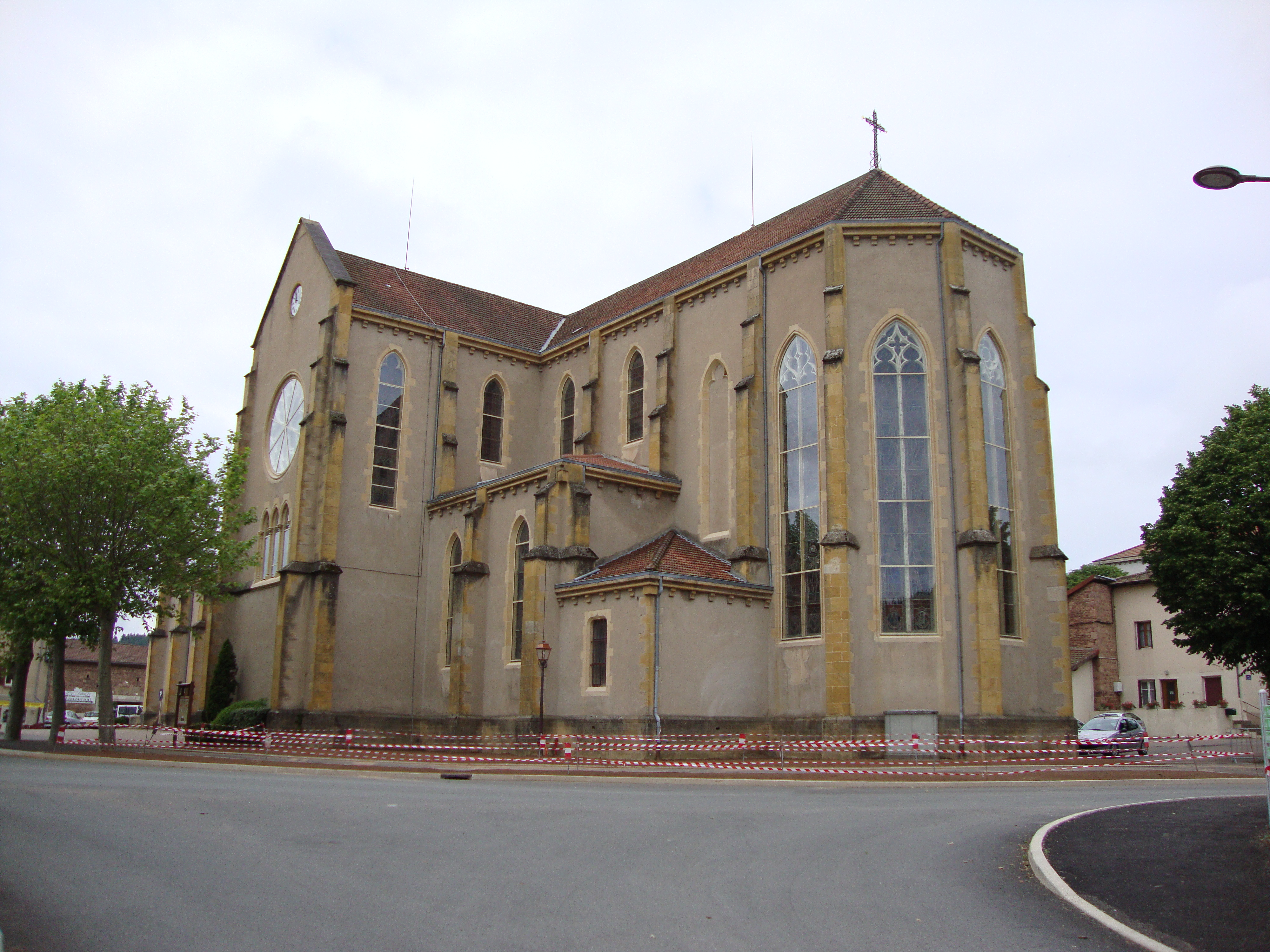
L'église.
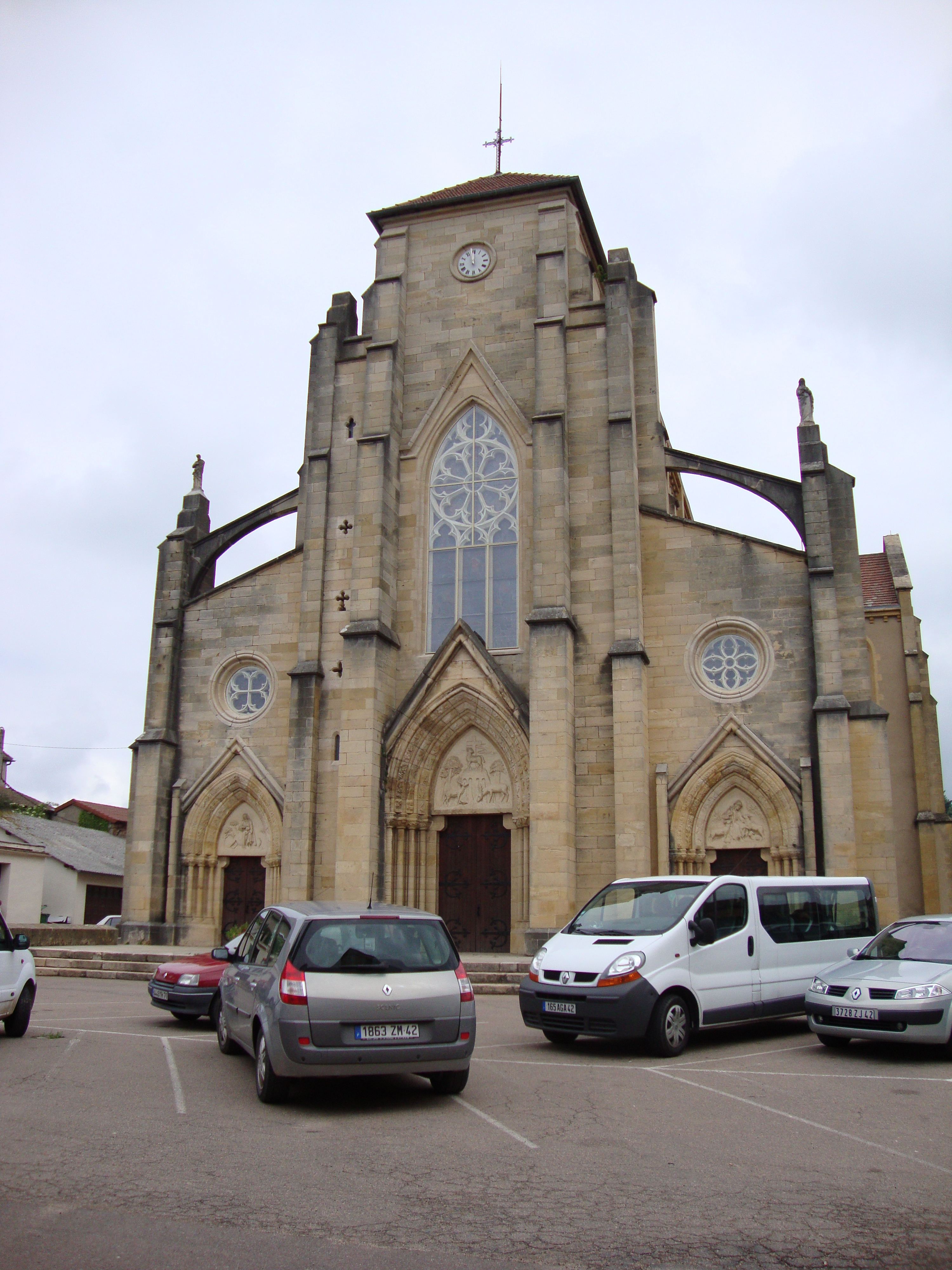
Façade de l'église.
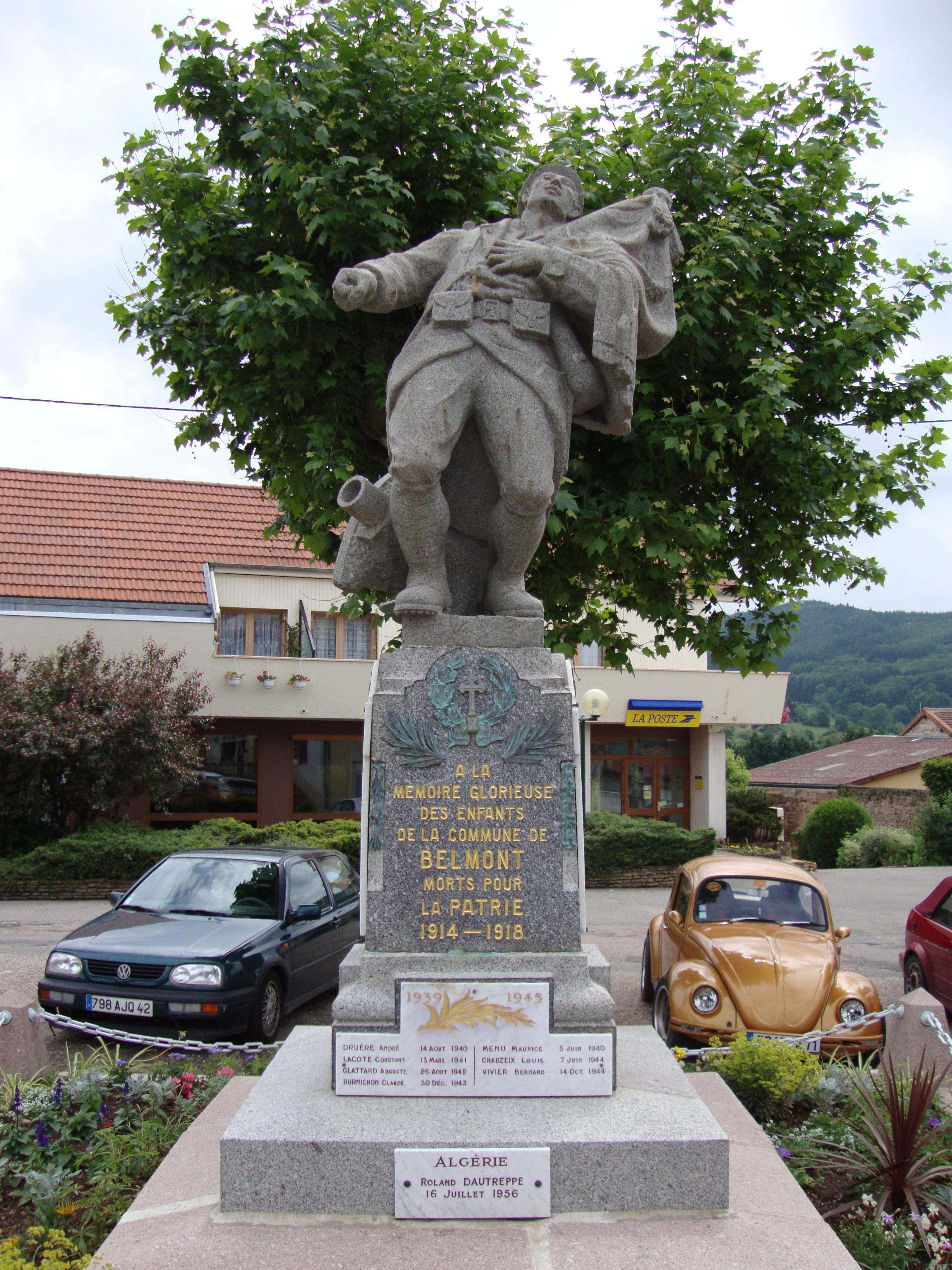
Monument aux morts.
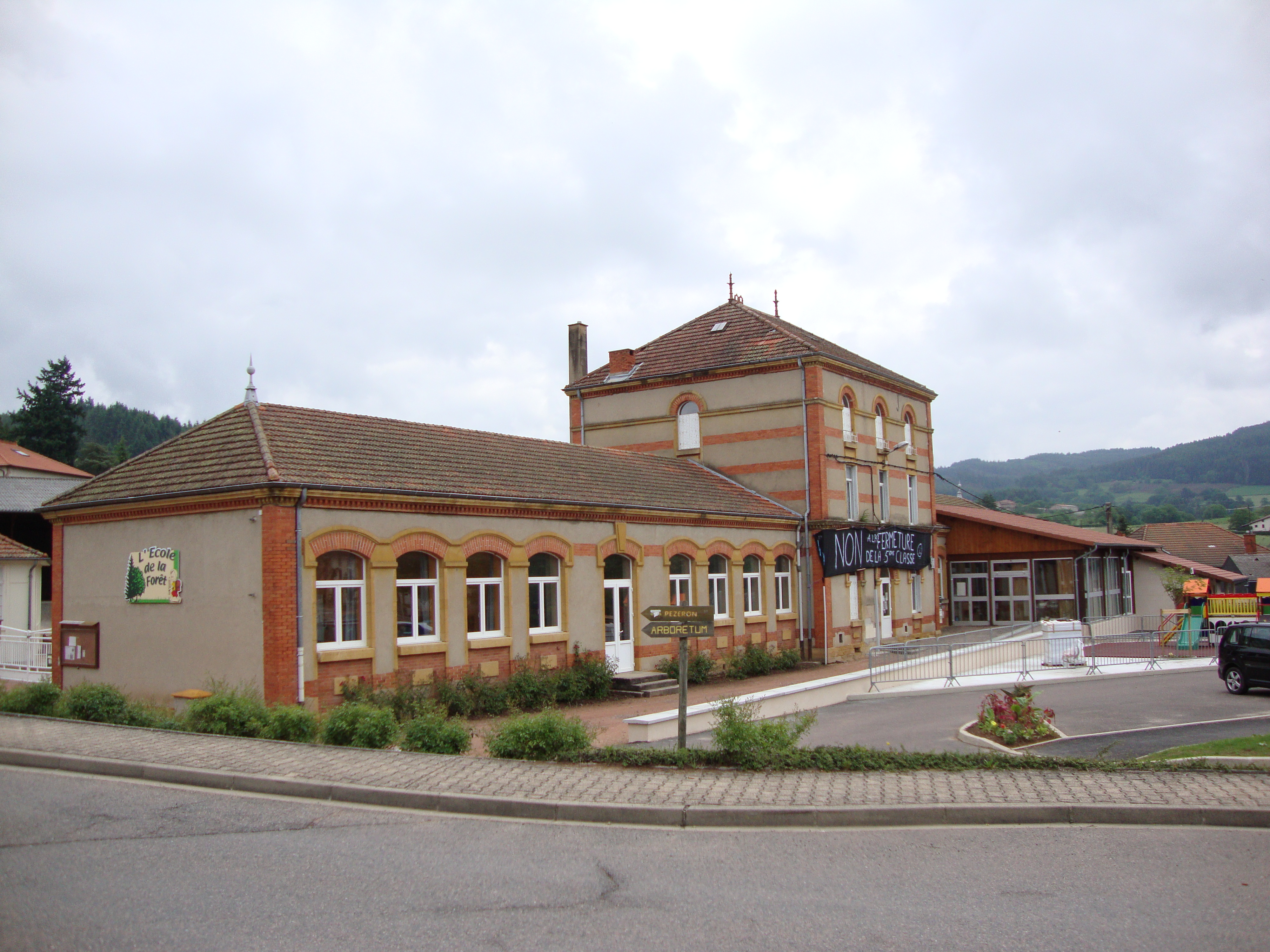
École.
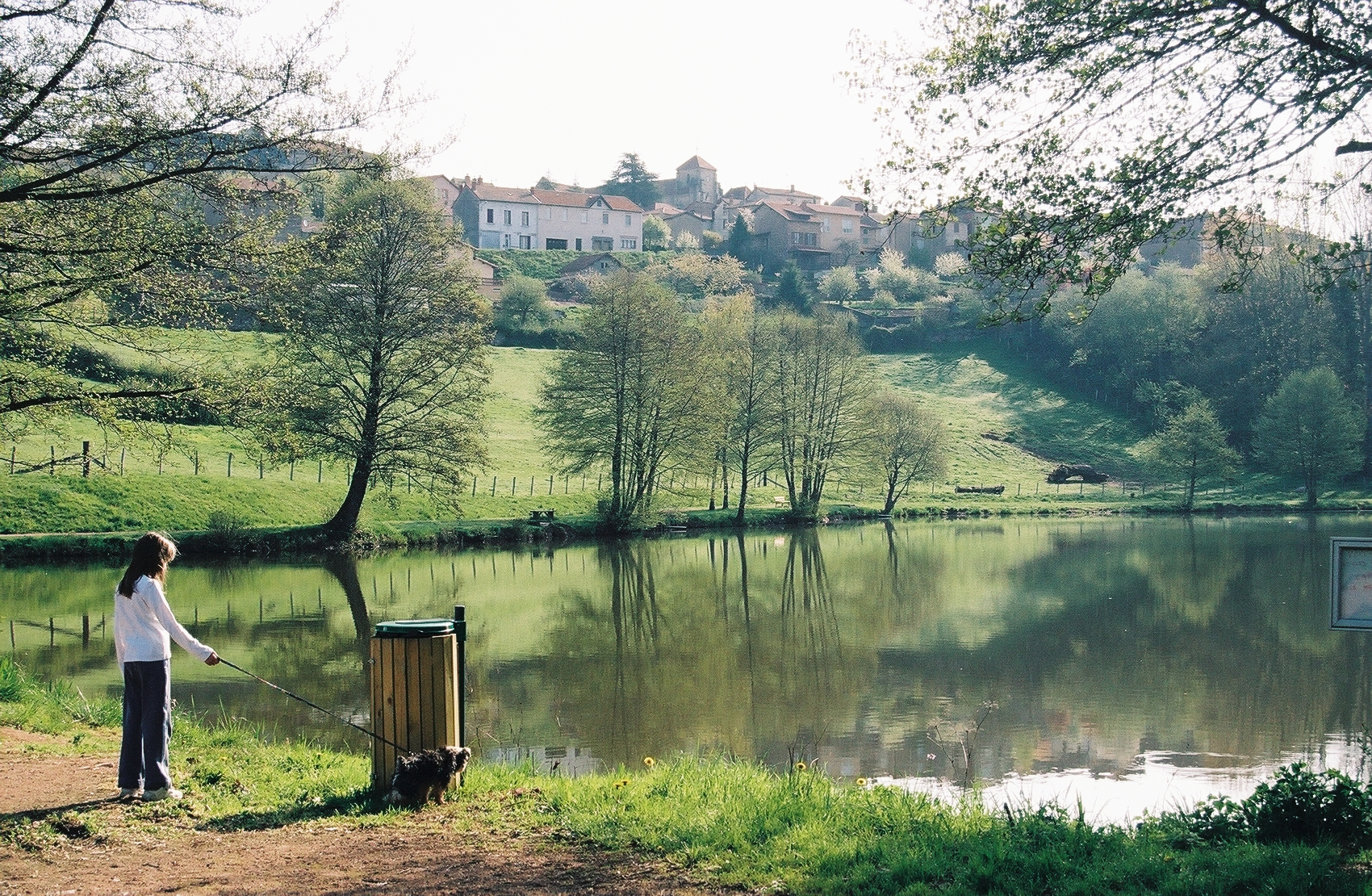
Plan d'eau.